# Leeds United Football Club Limited
Leeds United Football Club Limited, grundad 4 maj 2007, är ett aktiebolag (limited company) vars styrelsemedlemmar är Ken Bates, Shaun Harvey och Mark Taylor . Bolaget köpte fotbollsklubben Leeds United AFC vid on omröstning bland fordringsägare efter att klubben ingått frivillig förvaltning, men ägandeskapet ifrågasattes av Her Majesty's Revenue and Customs och klubben utbjöds istället till försäljning.
KPMG utsågs av Leeds United AFC till förvaltare och minuterna efter att klubben ingått frivillig förvaltning såldes klubben till Leeds United Football Club Limited. Om klubben inte hade ingått förvaltning skulle de tvingats i likvidation den 25 juni 2007 av HRMC, som hade fordringar på £6 miljoner i klubben.
Efter mycket förhandlande så meddelade KPMG att man ännu en gång valt Ken Bates erbjudande. The Football League sanktionerade försäljningen till Bates utan krav på att klubben skall genomgå en företagsrekonstruktion (CVA) med stöd av regeln för "speciella omständigheter", men bestraffade samtidigt klubben med ett 15 poängs avdrag då klubben inte följt ligastyrelsens regler då klubben ingick förvaltning. Den 31 augusti 2007 meddelade HMRC att man accepterats Bates erbjudande och att man därmed inte ämnar  driva ärendet till domstol.